# Amas de casa desesperadas (Estados Unidos)
Amas de casa desesperadas (Desperate Housewives en inglés) es el título de la versión estadounidense para la población hispana de Estados Unidos, es una serie estadounidense de televisión de comedia y drama creada por Marc Cherry, producida por los estudios de ABC y Cherry Productions, creada por Marc Cherry en 2004 y emitida originalmente en 2004 por la cadena ABC, en HDTV de la serie original Desperate Housewives y posteriormente en México por TV Azteca.
La serie se desarrolla en Manzanares Street, situada en Vista Hermosa, California. Trata de las vidas de cinco amas de casa de clase media en un suburbio de Estados Unidos, a través de sus vidas domésticas a la vez que se revelan varios misterios acerca de sus maridos, amigos y vecinos. El tono y el estilo de la serie combinan elementos de drama, comedia, misterio, telenovela y sátira.

## "Las desesperadas"
- Susan Mayer (Scarlet Ortiz), la despistada, impulsiva, ingenua, la sentimental, propensa a accidentes, que ilustra cuentos infantiles y por lo cual cree en el "felices por siempre".

- Lynette Scavo (Lorna Paz), mujer competitiva, con sentido de la justicia, irónica pero no ácida, sensible al dolor ajeno. Trabajó como publicista. Al ser madre de cuatro hijos, su historia es la que más gira en torno a la familia.

- Bree Van de Kamp (Julieta Rosen), la perfecta ama de casa, republicana, no se permite ni un error y está obsesionada con la limpieza, el orden y los buenos modales, pero sobre todo procura controlar las opiniones de los demás y se cuida mucho del "qué dirán" y las apariencias.

- Gabriela Solís (Ana Serradilla), materialista, superficial, provocativa, muy sensual y amante de la buena vida, lo que quiere lo obtiene, tras ser pobre y violada en su infancia solo quiere dinero y sexo, solo el amor resalta la nobleza escondida que tiene.

- Edie Britt (Gabriela Vergara), la brutalmente sexy, provocativa, egoísta, ácida, irónica, "devora hombres" que peca de cotilla y tiene el don de la oportunidad. Una mujer con una necesidad compulsiva de seducir.

- Mary Alice Young (Lucía Méndez) es la narradora y era la mejor amiga de "las desesperadas" antes de su suicidio (en el capítulo 1), mujer muy sabia y sensible.

## Elenco y personajes
| Actor             | Personaje           |
| ----------------- | ------------------- |
| Scarlet Ortiz     | Susan Mayer/Delfino |
| Lorna Paz         | Lynette Scavo       |
| Julieta Rosen     | Bree Van de Kamp    |
| Ana Seradilla     | Gabrielle Solís     |
| Gabriela Vergara  | Edie Britt/Williams |
| Bernie Paz        | Carlos Solís        |
| Lucía Méndez      | Mary Alice Young    |
| Diego Bertie      | Tom Scavo           |
| Riccardo Dalmacci | Rex Van de Kamp     |
| Diego Ramos       | Mike Delfino        |
| Betiana Blum      | Martha Huber        |

## Capítulos
- 01. Cuatro amigas y un funeral
- 02. Pero por debajo
- 03. Pequeña linda imagen
- 04. ¿Quién es esa mujer?
- 05. Pasa, extraño
- 06. Corriendo para mantenerse
- 07. Todo lo que puedas hacer
- 08. Culpable
- 09. Mentes sospechosas
- 10. Vuelve a mí
- 11. Seguir adelante
- 12. Cada día una pequeña muerte
- 13. Tu culpa
- 14. El amor está en el aire
- 15. Imposible
- 16. Las damas que almuerzan
- 17. No habrá trompetas
- 18. Los chicos escucharán
- 19. Vivir solo y que te guste
- 20. No más miedo
- 21. Domingo en el parque con Jorge
- 22. Adiós por ahora
- 23. Un día maravilloso

### Primera Temporada (2008)
Comenzó el 10 de enero de 2008 y presenta la vida de los cinco personajes centrales de la serie: Susana Martínez, Leonor Guerrero, Regina Sotomayor, Gabriela Solís y Roxana Guzmán y de sus familias y vecinos de Manzanares Street. El principal misterio de la temporada es el inesperado suicidio de Alicia Arizmendi, y la relación que su marido y su hijo adolescente tienen con este acontecimiento. Mientras tanto Regina trata de salvar su matrimonio, Leonor lucha por encontrar tiempo y energía para hacer frente a sus hijos, Susana pelea con Roxana por el afecto de su nuevo vecino Miguel Santini, y Gabriela intenta evitar que su marido Carlos descubra su romance con su atractivo jardinero menor de edad.